# 芝崎昇
芝崎 昇（しばさき のぼる、1972年8月21日 - ）は、兵庫県出身の俳優。身長は162cm、体重は70kg、血液型はA型。ネオ・エージェンシー所属。

## 出演

### テレビ

#### NHK
- 土曜ドラマ 人生はフルコース 第3話 - 金田 役
- NHK夜の連続ドラマ トキオ 父への伝言
- 精霊流し
- ゲームの達人
- 未解決事件 File.06 赤報隊事件（2018年1月27日、NHK）朝日新聞阪神支局記者 犬飼兵衛 役

#### 日本テレビ系列
- ハケンの品格
- 地獄少女
- 喰いタン 第4話 - 大衆食堂店員 役
- あいのうた
- ごくせん
- 続・平成夫婦茶碗
- 金曜ロードショー 刑事
- 天使が消えた街
- いつみても波瀾万丈 愛川欽也伝
- 読売テレビ開局55周年記念ドラマ 泣いたらアカンで通天閣
- ノンレムの窓-バカリズムの代行 役

#### TBS系列
- きらきら研修医
- 三日遅れのハッピーニューイヤー!
- ドラゴン桜
- 愛の劇場 聞かせてよ愛の言葉を 第22,23,24,25話 - 運転手 役
- きみはペット

##### 月曜ミステリー劇場
- 自治会長・糸井緋芽子社宅の事件簿6
- ホステス探偵危機一髪6
- 弁護士高見沢響子6

#### フジテレビ系列
- 金曜プレステージ
  - 新宿の母物語
  - 私立探偵・下澤唯
- 1リットルの涙
- ブスの瞳に恋してる
- めだか 第3話 - 「Unidy」湘南店店長 役
- いつもふたりで
- 花嫁とパパ
- SMOKING GUN〜決定的証拠〜 第1話 - 山路弘之 役
- さくらの親子丼 第6話（2020年11月21日） - 町内会役員 役
- ゴシップ #彼女が知りたい本当の○○ 最終話（2022年3月17日） - 猫塚太一 役
- 元彼の遺言状 第5話（2022年5月9日） - 久野文也 役

#### テレビ朝日
- 逮捕しちゃうぞ
- 特捜9 season7 第6話（2024年5月8日、テレビ朝日）[1] - タクシー運転手 役

##### はみだし刑事情熱系
- V
- 最終章,第7話

##### 仮面ライダーシリーズ
- 仮面ライダー555  - 主人
- 仮面ライダーディケイド - 店主
- 仮面ライダーガヴ - 木皿

##### スーパー戦隊シリーズ
- 爆竜戦隊アバレンジャー 第48話
- 特捜戦隊デカレンジャー 第20話
- 魔法戦隊マジレンジャー 第27話
- 轟轟戦隊ボウケンジャー 第25話
- 侍戦隊シンケンジャー - 父親 役

##### 土曜ワイド劇場
- モラルリスク調査員 - 志賀 役
- モラルリスク女調査員

##### 金曜ナイトドラマ
- 独身3!!
- ツーハンマン - 永井 役
- 霊感バスガイド事件簿

##### 相棒シリーズ
- Season 9 第17話

#### テレビ東京系列
- 水曜ミステリー9 黒い骨
- 嬢王
- 月曜プレミア8 さすらい署長 風間昭平16（2023年） - 加納敦 役

### 映画
- さくらん
- いらっしゃいませ、患者さま
- 終着駅の次の駅 - 猫田 役
- 誰も知らない 冬編
- 劇場版 仮面ライダーアギト PROJECT G4
- 凶気の桜
- 修羅がゆく12,13
- 英二
- 犬、走る
- 仮面学園
- SAMOURAIS

#### Vシネマ
- 鯨道2,7,10,13,20
- あ、キレた刑事
- 極道の地獄
- 侠道3,4
- 夜叉が裂く
- 新・静かなるドン6
- 流血の仁義
- 義戦〜昇龍篇

### CM
- 日清 どん兵衛
- マリオゴルフ
- U-CAN
- テアテ・アット・システム バスタブみがき
- 味の素 健康サララ

### 舞台
- スーパー歌舞伎・オグリ
- A SOPHIST OF (NO) SIGNIFICANCE（CLUB ORGANISM）

#### ハニー・チャンネル
- 少年ホップステップ
- 傷男

#### 阿佐ヶ谷アルテパテオ
- 東京物語
- 或る恋の物語